# Raionul Lipcani
Raionul Lipcani (în rusă Липканский район) a fost o unitate teritorial-administrativă din RSS Moldovenească, care a existat de la 11 noiembrie 1940 până la 24 decembrie 1964.

## Istorie
La fel ca majoritatea raioanelor RSS Moldovenești, raionul Lipcani a fost înființat pe 11 noiembrie 1940, iar centru raional a fost desemnat orașul Lipcani.
Până la 16 octombrie 1949 raionul a fost în componența județului Bălți, iar după abolirea divizării pe ținuturi a intrat în subordonare republicană. 
Din 31 ianuarie 1952 până în 15 iunie 1953, raionul a intrat în componența districtului Bălți, după abolirea districtelor din RSSM a redevenit din nou în subordonare republicană.
La 9 ianuarie 1956 la raionul Lipcani a trecut o mare parte a raionului Briceni care fusese dizolvat.
Pe 25 decembrie 1962 raionul a fost lichidat, teritoriul acestuia trecând la raionul Edineț.
La 24 decembrie 1964 raionul Lipcani a fost restabilit, din zonele învecinate a fost alăturată partea rămasă din teritoriul fostului raion Briceni, totodată raionul a fost denumit din Lipcani în Briceni, iar centrul administrativ a fost tranferat la Briceni.

## Divizare administrativă
Ca stare la 1 ianuarie 1955, raionul includea o așezare de tip urban (Lipcani) și 11 consilii sătești: Balasinești, Beleavinți, Corjeuți, Coteala, Cotiujeni, Drepcăuți, Larga, Medveja, Pererita, Tețcani și Șirăuți.